# Roger Kluge
Roger Kluge, född den 5 februari 1986 i Eisenhüttenstadt, Tyskland, är en tysk tävlingscyklist som tog silver i poängloppet i bancykling vid olympiska sommarspelen 2008 i Peking. 